# Пеласг (царь Аргоса)
Пеласг (др.-греч. Πελασγός) — в древнегреческой мифологии царь Аргоса. Согласно Павсанию, сын Триопа. Либо сын Агенора, царь ахейцев. Или сын Триопа и Саиды, брат Иасия, либо сын Форонея. Либо сын Экбаса и Еврисабы, брат Агенора, племянник Триопа.
Принял у себя в доме Деметру. Основал храм Деметры (отсюда Деметра Пеласгийская) в Аргосе, там же его могила. Отец Ларисы, чьим именем назван акрополь в Аргосе.
Пеласг стал персонажем трагедии Эсхила «Просительницы».